# Pointe de Bricola
Pointe de Bricola är en bergstopp i Schweiz.   Den ligger i distriktet Hérens och kantonen Valais, i den södra delen av landet, 100 km söder om huvudstaden Bern. Toppen på Pointe de Bricola är 3 658 meter över havet, eller 69 meter över den omgivande terrängen. Bredden vid basen är 0,86 km.
Terrängen runt Pointe de Bricola är huvudsakligen mycket bergig. Närmaste större samhälle är Zermatt, 13,0 km öster om Pointe de Bricola. 
Trakten runt Pointe de Bricola består i huvudsak av gräsmarker. Runt Pointe de Bricola är det glesbefolkat, med 8 invånare per kvadratkilometer.